# Polyphylla petitii
Polyphylla petitii är en skalbaggsart som beskrevs av Guérin-Méneville 1830. Polyphylla petitii ingår i släktet Polyphylla och familjen Melolonthidae. Inga underarter finns listade i Catalogue of Life.